# PKP EN71 sorozat

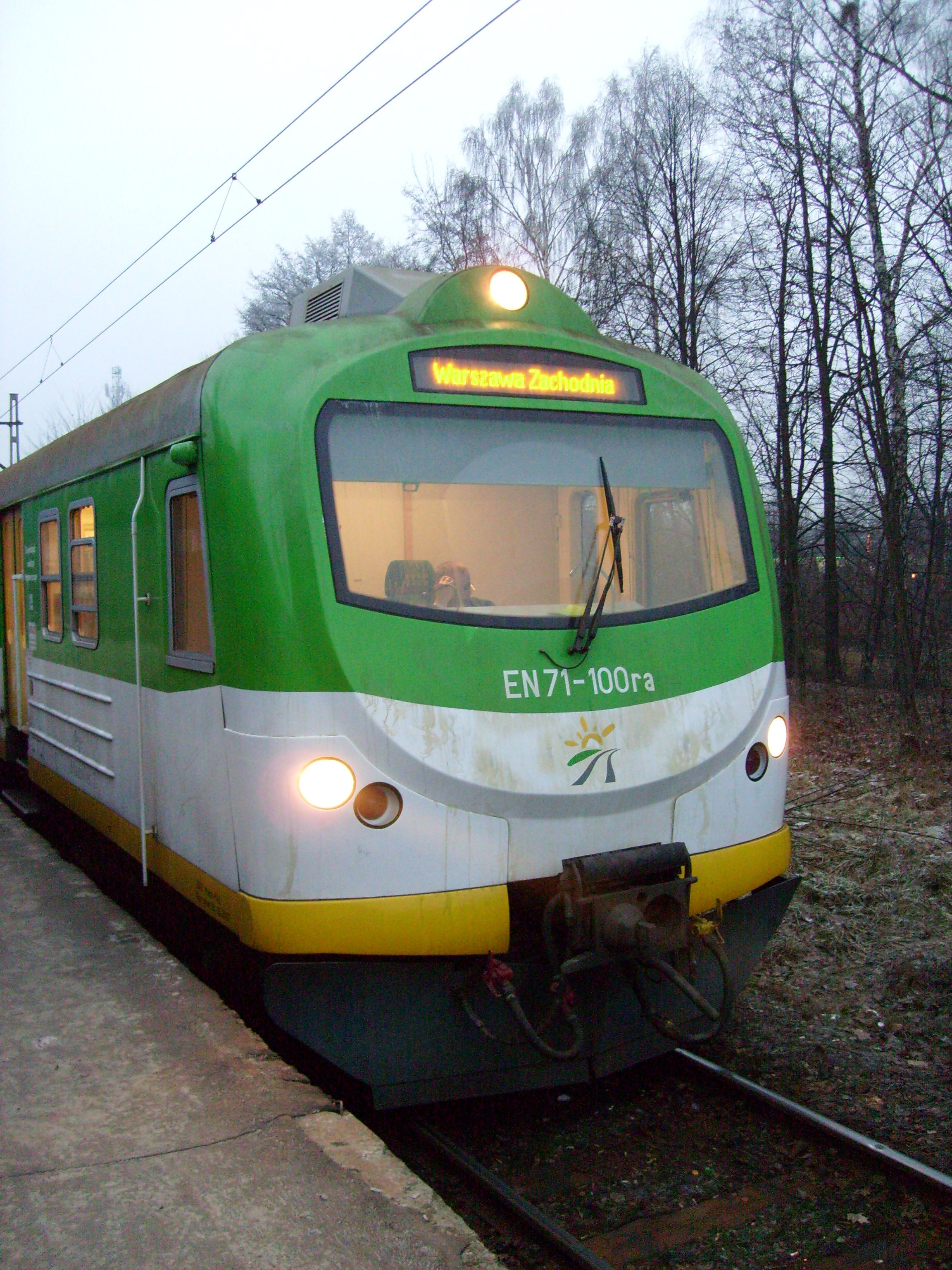
modernizált EN71 motorvonat

A PKP EN71 sorozat egy lengyel 2'2'+Bo'Bo'+B'o'B'o'+2'2' tengelyelrendezésű, négyrészes, távolsági 1500 V DC áramrendszerű villamosmotorvonat-sorozat. A PKP üzemelteti. Összesen 20 db készült belőle 1976-ban a Pafawag-nál.

## Története
A sorozatot a PKP EN57 sorozat helyettesítésére tervezték, amely nehezen birkózott meg a Krakkó és Zakopane közötti útvonal meredek emelkedőivel. A Pafawag gyárban 1976-ban húsz EN71-es készült, majd 1984-ben további mintegy 30 darabot gyártottak az egyes EN57-esek felhasználásával. Az eredeti húsz EN71-es felépítménye hullámos fémlemezből készült; a 20-nál magasabb pályaszámú egységeket EN57-esekből építették, így a felépítményük sík vagy hullámos fémlemezből készülhetett.